# Andrea Carlo Ferrari
Andrea Ferrari (13. srpna 1850 Lalatta – 2. února 1921 Miláno), později přijal prostřední jméno „Carlo“, byl italský katolický prelát, který sloužil jako kardinál a arcibiskup milánský od roku 1894 až do své smrti. Ferrari byl uznávaným pastorem a teologem, který vedl dvě diecéze, než byl jmenován do prestižní milánské arcidiecéze, kterou vedl až do konce svého života. Později byl však obviněn z modernismu, což vedlo k napjatému vztahu s papežem Piem X., který se s Ferrarim nakonec v roce 1912 usmířil.
Proces jeho svatořečení byl zahájen po jeho smrti v roce 1963 a obdržel titul služebník Boží. V roce 1975 byl prohlášen za ctihodného a papež Jan Pavel II. ho v roce 1987 blahořečil.

## Život

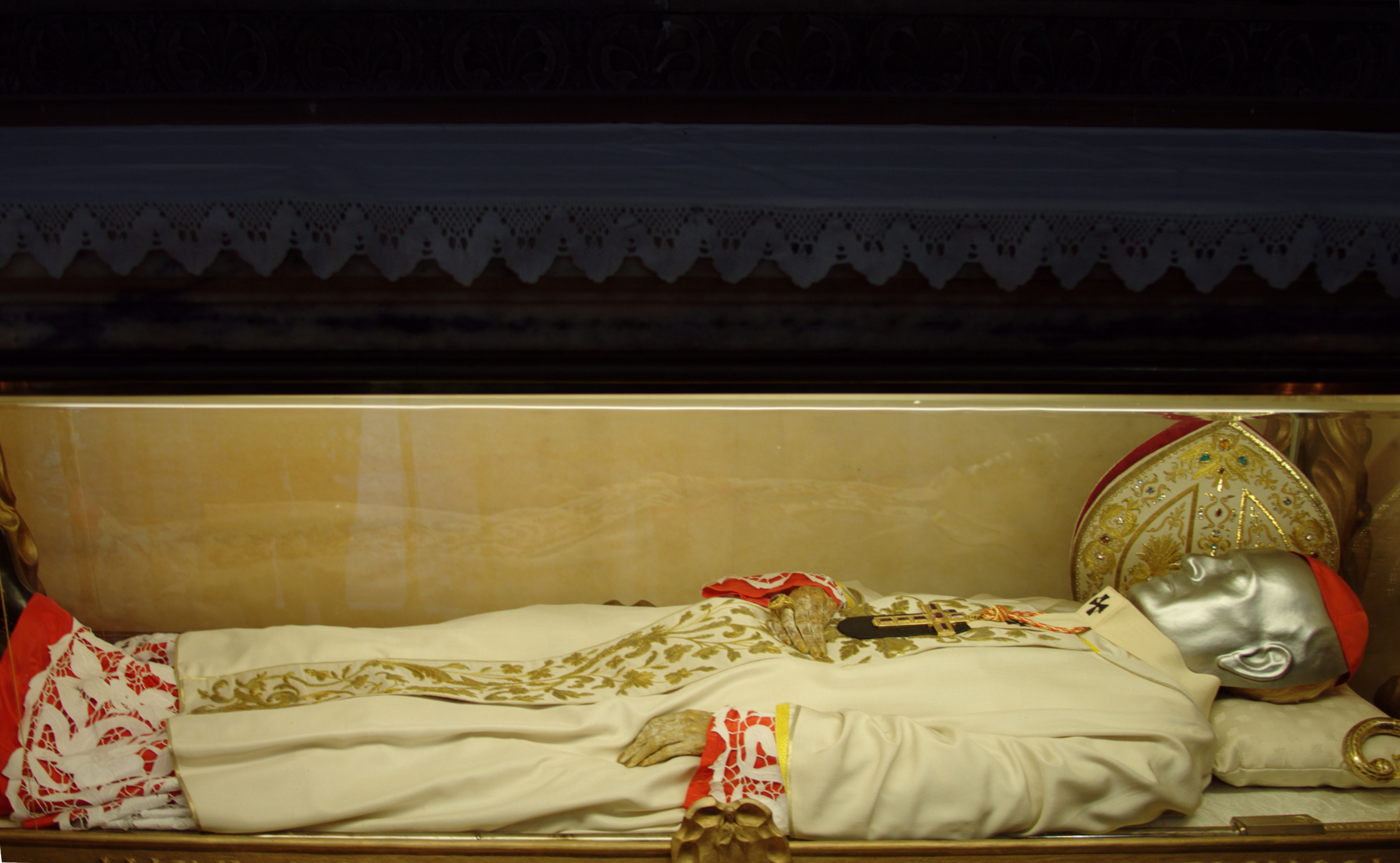
Tělo kardinála Ferrariho v Milánské katedrále

Narodil se 13. srpna 1850 v Lalatta jako nejstarší syn ze čtyř dětí Giuseppeho Ferrari a Maddaleny rozené Longarini. Rodina se nacházela ve střední třídě. Svátost biřmování přijal roku 1856. Jeho dva strýcové byli kněží. Po základní vzděláním studoval v Parmském semináři. Dne 21. září 1872 získal podjáhenské svěcení a 15. prosince 1872 jáhenské svěcení. Na kněze byl vysvěcen 20. prosince 1873. Byl biskupským delegátem v Marianu a v 4. července 1874 se stal koadjutorem arcikněze ve Fornovo di Taro. Dále působil jako vikář kurátor kostela S. Leonardo. Roku 1875 se stal vicerektorem semináře a profesorem fyziky a matematiky.
Dne 29. května 1890 jej papež Lev XIII. jmenoval biskupem Guastalla. Biskupské svěcení přijal 29. června 1890 v Římě z rukou kardinála Lucida Maria Parocchiho a spolusvětiteli byli arcibiskup Vincenzo Leone Sallua a biskup Giovanni Maria Maioli. Uveden do úřadu byl 3. října 1890.
Dne 29. května 1891 byl převeden do diecéze Como se zachováním správy stolce v Guastalle ad Sanctis Sedis beneplacitum. Dne 14. prosince 1891 se stal jejím apoštolským administrátorem.
Dne 18. května 1894 ho papež Lev XIII. jmenoval kardinálem. Dne 21. května převzal kardinálský biret s titulem kardinál-kněz ze Sant'Anastasia. Ve stejný den byl ustanoven arcibiskupem Milána a z rukou papeže převzal pallium. Jako kardinál arcibiskup přijal na počest svatého Karla Boromejského prostřední jméno Carlo. Zúčastnil se konkláve roku 1903 kdy byl zvolen papež svatý Pius X. a také roku 1914 kdy byl zvolen papež Benedikt XV.
Zemřel 2. února 1921 v Miláně v 17:55 na rakovinu hrdla. Pohřben byl v kapli Virgo Potens nacházející se v katedrále v Miláně pod oltářem Nejsvětějšího Srdce Ježíšova.

## Proces svatořečení
Dne 1. února 1975 potvrdil papež svatý Pavel VI. jeho hrdinské ctnosti. Dne 10. listopadu 1986 byl potvrzen zázrak uzdravení na jeho přímluvu. Blahořečen byl 10. května 1987 papežem svatým Janem Pavlem II.